# Cinasa activadora de CDK
La cinasa activadora de CDK (en inglés: CDK-activating kinase, CAK) activa el complejo ciclina-CDK mediante la fosforilación del residuo de treonina 160 en el bucle de activación de CDK. CAK en sí es miembro de la familia Cdk y funciona como un regulador positivo de Cdk1, Cdk2, Cdk4 y Cdk6.

## Actividad catalítica
La activación de CDK requiere dos pasos. Primero, la ciclina debe unirse al Cdk. En el segundo paso, CAK debe fosforilar el complejo ciclina- Cdk en el residuo de treonina 160, que se encuentra en el segmento de activación de Cdk Dado que los Cdks deben estar libres de proteínas inhibidoras de Cdk (CKI) y estar asociados con las ciclinas para activarse, se considera que la actividad de la CAK está regulada indirectamente por las ciclinas. 
La fosforilación generalmente se considera una modificación reversible usada para cambiar la actividad de la enzima en diferentes condiciones. Sin embargo, la activación de la fosforilación de Cdk por CAK parece ser una excepción a esta tendencia. De hecho, la actividad de la CAK permanece alta durante todo el ciclo celular y no está regulada por ningún mecanismo de control del ciclo celular conocido.Sin embargo, en comparación con las células normales, la actividad de la CAK se reduce en las células G0 inactivas y ligeramente elevada en las células tumorales.
En los mamíferos, la activación de la fosforilación por CAK solo puede ocurrir una vez que se une la ciclina. En la levadura en ciernes, la fosforilación de activación por CAK puede tener lugar antes de la unión de ciclina. Tanto en humanos como en levaduras, la unión de ciclina es el paso limitante de la velocidad en la activación de Cdk. Por lo tanto, la fosforilación de Cdk por CAK se considera una modificación postraduccional que es necesaria para la actividad de la enzima. Aunque la activación de la fosforilación por CAK no se explota con fines de regulación del ciclo celular, es un proceso altamente conservado porque CAK también regula la transcripción. 

## Ortologos
CAK varía dramáticamente en diferentes especies.  En vertebrados y Drosophila, CAK es un complejo proteico trimérico que consiste en Cdk7 (una proteína cinasa relacionada con Cdk), ciclina H y Mat1. La subunidad Cdk7 es responsable de la activación de Cdk, mientras que la subunidad Mat1 es responsable de la transcripción.  El trímero CAK puede ser fosforilado en el segmento de activación de la subunidad Cdk7. Sin embargo, a diferencia de otros Cdks, esta fosforilación puede no ser esencial para la actividad CAK.  En presencia de Mat1 , la activación de CAK no requiere la fosforilación del segmento de activación.  Sin embargo, en ausencia de Mat1, se requiere la fosforilación del segmento de activación para la actividad CAK.
En vertebrados, la CAK se localiza en el núcleo. Esto sugiere que la CAK no solo participa en la regulación del ciclo celular, sino que también participa en la transcripción.  De hecho, la subunidad Cdk7 de CAK de vertebrados fosforila varios componentes de la maquinaria transcripcional. 
En la levadura en ciernes, CAK es una proteína cinasa monomérica y se conoce como Cak1. Cak1 es distante homólogo a Cdks. Cak1 se localiza en el citoplasma y es responsable de la activación de Cdk. El homólogo de Cdk7 de levadura en ciernes, Kin28, no tiene actividad CAK. 
Las levaduras de fisión tienen dos CAK con funciones superpuestas y especializadas. El primer CAK es un complejo de Msc6 y Msc2. El complejo Msc6 y Msc2 está relacionado con el complejo de vertebrados Cdk7-ciclina H.  Los complejos Msc6 y Msc2 no solo activan los Cdks del ciclo celular, sino que también regulan la expresión génica porque es parte del factor de transcripción TFIIH. La segunda levadura de fisión CAK, Csk1, es un ortólogo de la levadura en ciernes Cak1. Csk1 puede activar Cdks pero no es esencial para la actividad de Cdk.
Tabla de cinasas que activan Cdk

## Estructura
La conformación del sitio activo de Cdk2 cambia dramáticamente con la unión de ciclina y la fosforilación de CAK.  El sitio activo de Cdk2 se encuentra en una hendidura entre los dos lóbulos de la cinasa. ATP se une profundamente dentro de la hendidura y su fosfato está orientado hacia afuera. Los sustratos proteicos se unen a la entrada de la hendidura del sitio activo. 
En su forma inactiva, Cdk2 no puede unir el sustrato porque la entrada de su sitio activo está bloqueada por el T-loop. Cdk2 inactivo también tiene un sitio de enlace ATP mal orientado. Cuando Cdk2 está inactivo, la pequeña hélice L12 empuja la hélice grande PSTAIRE hacia afuera.  La hélice PSTAIRE contiene un residuo, glutamato 51, que es importante para colocar los fosfatos de ATP .
Cuando la ciclina se une, se producen varios cambios conformacionales.  El bucle en T sale de la entrada del sitio activo y ya no bloquea el sitio de enlace del sustrato.  La hélice del PSTAIRE se mueve.  La hélice L12 se convierte en una hebra beta.  Esto permite que el glutamato 51 interactúe con la lisina 33.  Aspartate 145 también cambia de posición.  Juntos, estos cambios estructurales permiten que los fosfatos de ATP se unan correctamente.
Cuando CAK fosforila el residuo de treonina de Cdk160, el lazo en T se aplana e interactúa más estrechamente con la ciclina A. La fosforilación también permite que el Cdk interactúe más eficazmente con los sustratos que contienen la secuencia SPXK. La fosforilación también aumenta la actividad del complejo ciclina A-Cdk2 .  Diferentes ciclinas producen diferentes cambios de conformación en Cdk . 

## Funciones adicionales
Además de activar Cdks, CAK también regula la transcripción. Se han identificado dos formas de CAK: CAK libre y CAK asociada a TFIIH. La CAK libre es más abundante que la CAK asociada a TFIIH. CAK libre fosforila Cdks y participa en la regulación del ciclo celular. a CAK asociada es parte del factor de transcripción general TFIIH. La CAK asociada con TFIIH fosforila las proteínas implicadas en la transcripción, incluida la ARN polimerasa II. Más específicamente, la CAK asociada está involucrada en el aclaramiento del promotor y la progresión de la transcripción desde la etapa previa a la iniciación. 
En vertebrados, el complejo CAK trimérico es responsable de la regulación de la transcripción.  En la levadura en ciernes, el homólogo de Cdk7, Kin28, regula la transcripción. En la levadura de fisión, el complejo Msc6 Msc2 controla la transcripción del gen basal.
Además de regular la transcripción, CAK también mejora la transcripción mediante la fosforilación de los receptores de estrógeno y ácido retinoico. La fosforilación de estos receptores conduce a una mayor expresión de los genes diana.  En las células leucémicas, donde el ADN está dañado, la capacidad de CAK para fosforilar el ácido retinoico y los receptores de estrógeno disminuye. La actividad CAK disminuida crea un bucle de retroalimentación, que desactiva la actividad TFIIH. 
CAK también desempeña un papel en la respuesta al daño del ADN. La actividad de la CAK asociada con TFIIH disminuye cuando el ADN se daña por radiación UV.  La inhibición de CAK evita que el ciclo celular progrese.  Este mecanismo asegura la fidelidad de la transmisión cromosómica.